# Hada hospita
Hada hospita là một loài bướm đêm trong họ Noctuidae.